# Lajos Szűcs (sztangista)
Lajos Szűcs (ur. 13 lutego 1946 w Cinkocie, zm. 2 września 1999 w Miszkolcu) – węgierski sztangista, srebrny medalista olimpijski z Monachium.
Igrzyska w Monachium były jego pierwszym startem olimpijskim. Przegrał tam tylko z Zygmuntem Smalcerzem z Polski, a wyprzedził swego rodaka, Sándora Holczreitera (mistrza świata z 1970 r.). Zdobył jednocześnie srebrny medal mistrzostw świata. Na rozgrywanych cztery lata później igrzyskach w Montrealu nie został sklasyfikowany po tym, jak spalił trzy próby w podrzucie. Zdobył ponadto srebrny medal mistrzostw świata w Hawanie (1973), brązowy na mistrzostwach świata w Moskwie (1975) oraz pięć medali mistrzostw Europy: złoto w 1973, srebro w 1974 oraz brąz w latach 1972, 1975 i 1976.